# Chūhachi Ninomiya
Chūhachi Ninomiya (二宮 忠八, Ninomiya Chūhachi, 20 de junio de 1866 - 8 de abril de 1936) fue un pionero de la aviación japonesa. Es recordado por sus diseños de aviones únicos: el "Karasu-gata mokei hikouki" ("Modelo de avión tipo cuervo", 1891) y el "Tamamushi-gata hikouki" ("Vuelo tipo escarabajo joya ", 1893). Diseñó una máquina voladora con tres motores antes que los hermanos Wright y, aunque la máquina no pudo despegar, contribuyó a la acumulación de capacidades de Japón para diseñar y fabricar aviones en la década de 1930.

## Primeros años
Chuhachi nació en Yawatahama-ura, distrito de Uwa, provincia de Iyo (ahora Yawatahama, Ehime ). A la edad de 12 años, su padre, un comerciante local, murió, lo que lo obligó a buscar un trabajo para ganarse la vida. Mientras trabajaba en una imprenta, una farmacia y otros lugares, aprendió física y química por sí mismo. También se convirtió en un experto en la fabricación de cometas y con la venta de sus modelos originales ganó dinero para libros.

## Ideas para volar
En 1887 Chūhachi fue reclutado en el Ejército Imperial Japonés. En noviembre de 1889, durante las maniobras, vio planear a los cuervos y notó que no aleteaban. Desarrolló la idea de los aviones de ala fija.
Chūhachi hizo su primer modelo, "Karasu-gata mokei hikouki" (烏型模型飛行器, "Modelo de avión tipo cuervo"). Este fue también el primer modelo de avión en Japón. Era un monoplano, con una envergadura de 45 centímetros. El ala estaba en un ángulo diedro. La hélice de empuje de cuatro palas, inspirada en un helicóptero de bambú, estaba impulsada por una banda de goma. El modelo estaba equipado con un estabilizador horizontal en la cola y un estabilizador vertical en el morro. Tenía tres ruedas como tren de aterrizaje. El 29 de abril de 1891, el modelo corrió 3 metros, luego despegó y voló 10 metros. Al día siguiente, voló unos 36 metros con un lanzamiento manual.
Su segundo modelo fue "Tamamushi-gata hikouki" (玉虫型飛行器, "volador tipo escarabajo joya"), un biplano sin cola. El ala inferior, que era más pequeña que la superior, era móvil: superficie de control. El modelo también estaba equipado con una hélice de empuje de cuatro palas. Chūhachi no logró atraer el interés del Ejército. Durante el período solo realizó modelos a escala (envergadura: 2 metros) en octubre de 1893.
Chūhachi sirvió en la primera guerra sino-japonesa como médico de combate. Después de la guerra, se retiró del ejército y trabajó en una empresa farmacéutica. Decidió desarrollar una máquina voladora por su cuenta. Hasta que se convirtió en gerente de la sucursal en 1906, el desarrollo se estancó por falta de dinero. Durante este período, los hermanos Wright tuvieron éxito con un vuelo tripulado. Pero Chuhachi no escuchó las noticias. Construyó todo el casco del "modelo Tamamushi" y planeó equiparlo con un motor de gasolina de 12 hp. Sin embargo, en 1907 o 1908, se enteró del éxito de los vuelos tripulados de aviones más pesados que el aire en Europa y América. Se desesperó y detuvo el desarrollo.
Algunos expertos insisten en que el "modelo Tamamushi" no habría volado incluso si se hubiera completado, ya que era demasiado pesado. En abril de 1991, una réplica del "modelo Tamamushi", con modificaciones para mejorar la estabilidad, voló con éxito una distancia de 50 metros (136 pies).

## Vida posterior
Se concentró en su trabajo en la compañía farmacéutica.[cita requerida]
En 1921, el teniente general Yoshinori Shirakawa inspeccionó el plan de Chūhachi y reconoció el valor. En 1922, el Ejército lo encomendó. El ministro Adachi Kenzo (en 1925) y el príncipe Kuni Kuniyoshi (en 1926) también lo elogiaron. En 1927, se le concedió una distinción.
En sus últimos años, se convirtió en kannushi (sacerdote sintoísta ) para orar por los muertos que perecieron en accidentes de aviación.
Chuhachi murió de cáncer de estómago el 8 de abril de 1936.

## Homenajes
El asteroide (129561) Chuhachi fue nombrado en su honor.